# Elatophilus nigricornis
Elatophilus nigricornis is een wants uit de familie van de bloemwantsen (Anthocoridae). De soort werd het eerst wetenschappelijk beschreven door Johan Wilhelm Zetterstedt in 1838.

## Uiterlijk
De grotendeels zwarte wants is, als volwassen dier, altijd macropteer (langvleugelig) en kan 3 tot 3.5 mm lang worden. De wants heeft een zwarte kop en halsschild, het smalle driehoekige vlak tussen het scutellum en de voorvleugel (de clavus) en het middendeel van de voorvleugel (corium) zijn bruingeel tot donkerbruin. Het uiteinde van het verharde deel van de voorvleugels is helemaal bruinzwart. Het vliezige deel van de voorvleugels is doorzichtig grijs of wit. De pootjes zijn bruinzwart of bruinrood, de antennes zijn geheel donkerbruin.

## Leefwijze
De wants komt de winter door als imago. Er is een enkele generatie per jaar en de volwassen dieren van de nieuwe generatie verschijnen rond juni en de volwassen dieren kunnen van mei tot augustus worden aangetroffen in de duinen en hogere zandgronden op de schors van dennen (Pinus). Mogelijk jagen ze daar op de takluis Matsucoccus matsumurae, in Zuid-Europa jagen ze op Matsucoccus feytaudi.

## Leefgebied
De soort is in Nederland zeldzaam. De wants komt voor van Europa tot aan het Midden-Oosten.